# Viktor Folliot de Crenneville
Viktor hrabě Folliot de Crenneville (12. července 1847 Dolná Krupá – 28. září 1920 Gmunden) byl rakousko-uherský diplomat, syn vlivného dvořana a generála Franze Folliota de Crenneville, po matce byl potomkem českého šlechtického rodu Chotků. Po krátké službě v armádě působil dlouhodobě v diplomacii, v závěru kariéry byl rakousko-uherským vyslancem v Maroku (1901–1904).

## Životopis

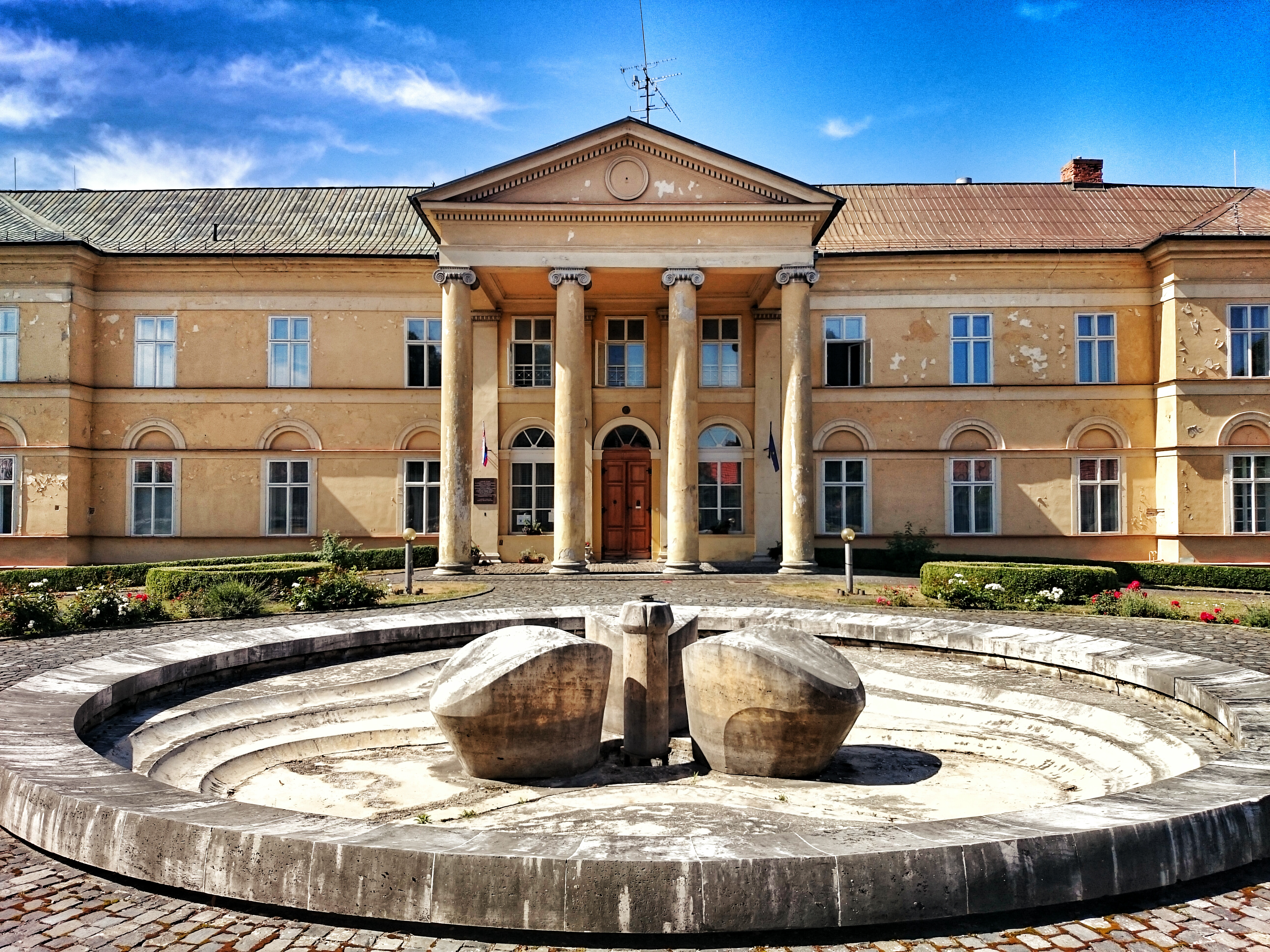
Zámek Dolná Krupá, rodiště Viktora Folliota de Crenneville

Pocházel ze staré francouzské šlechtické rodiny usazené po Velké francouzské revoluci v Rakousku. Narodil se jako nejstarší syn generála a dvořana hraběte Franze Folliota (1815–1888). Jeho rodištěm byl slovenský zámek Dolná Krupá, který patřil rodině jeho matky Hermíny Chotkové z Chotkova. Původně sloužil v armádě, v hodnosti poručíka odešel v roce 1870 do státních služeb. Krátce pracoval jako úředník dolnorakouského místodržitelství, v roce 1875 přešel pod ministerstvo zahraničí. Zastával nižší posty v Káhiře, Smyrně, na Kypru, v Bukurešti, Stuttgartu, Bruselu, Madridu, Washingtonu, Aténách a Lisabonu. Od roku 1896 působil v severní Africe, v letech 1900–1901 byl generálním konzulem v Tunisu a nakonec v letech 1901–1904 vyslancem v Maroku. Na penzi se usadil v Gmundenu, kde rodina vlastnila zámeček Bergschlössl, známý též pod názvem Villa Crenneville.

## Tituly a ocenění
V roce 1879 byl jmenován c. k. komořím. Během diplomatické služby získal několik vyznamenání v Rakousku-Uhersku a v zahraničí, byl též čestným rytířem Maltézského řádu.

### Rakousko-Uhersko
- velkokříž Řádu Františka Josefa (1906)
- komturský kříž Řádu Františka Josefa s hvězdou (1900)
- Jubilejní pamětní medaile (1898)
- Vojenská záslužná medaile
- Válečná medaile

### Zahraničí
- velkokříž Řádu Isabely Katolické (Španělsko)
- velkokříž Řádu Spasitele (Řecko)
- Řád Medžidie III. třídy (Osmanská říše)
- Řád rumunské koruny IV. třídy (Rumunsko)
- Řád rumunské hvězdy (Rumunsko)
- rytíř Leopoldova řádu (Belgie)

## Rodina
V roce 1882 se oženil na zámku Trpísty s hraběnkou Isabelou Wydenbruckovou (1862–1920). Měli spolu dceru Hermínu (1883–1951), která byla dvakrát provdaná.
Viktorův mladší bratr Heinrich Folliot de Crenneville (1855–1929) působil též v diplomacii, byl generálním konzulem v Oděse, Tbilisi a Liverpoolu. Jejich švagr hrabě Christoph Wydenbruck (1856–1917) byl rakousko-uherským velvyslancem ve Španělsku.